# Calamus gregisectus
Calamus gregisectus är en enhjärtbladig växtart som beskrevs av Karl Ewald Maximilian Burret. Calamus gregisectus ingår i släktet Calamus och familjen Arecaceae. Inga underarter finns listade i Catalogue of Life.